# بتوون
بتوون (به فرانسوی: Béthune) یک کامین در فرانسه است که در پا-دو-کاله واقع شده‌است.

## خصوصیات
بتوون ۱۲٫۹۷ کیلومترمربع مساحت و ۲۵٬۷۶۶ نفر جمعیت دارد و ۲۶ متر بالاتر از سطح دریا واقع شده‌است.

## نگارخانه

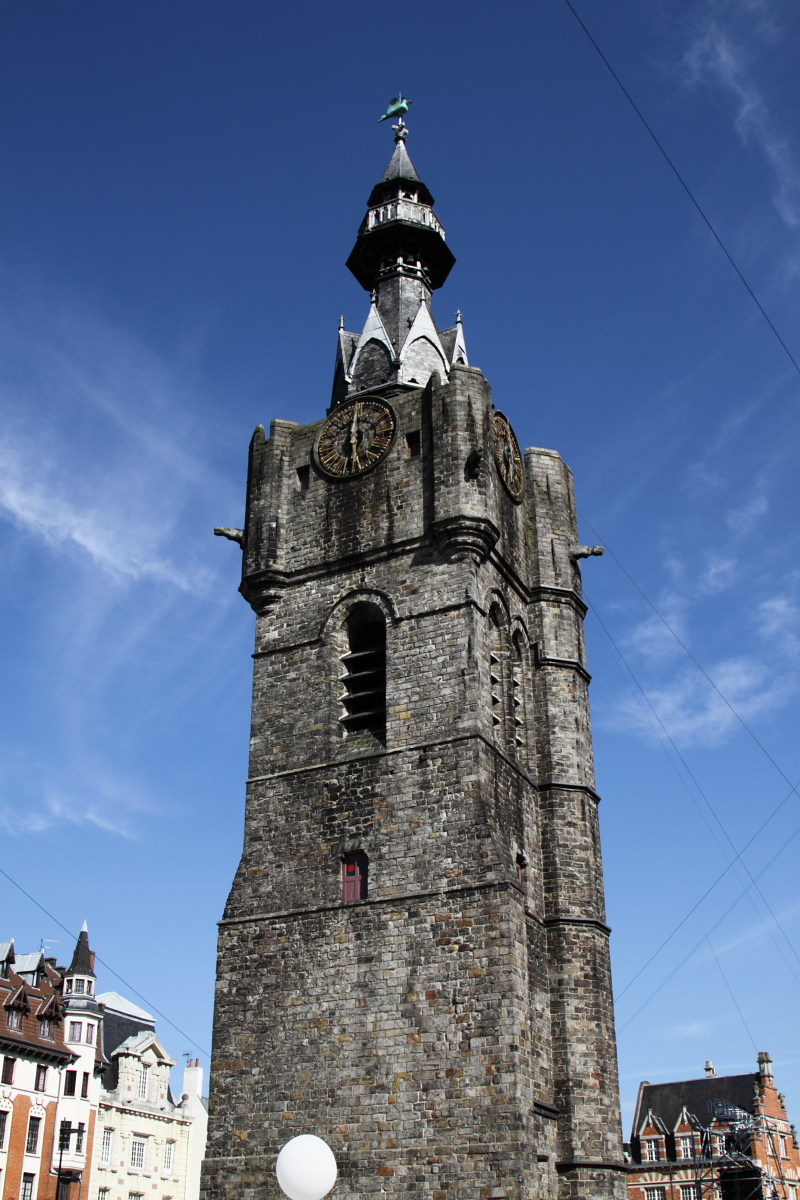
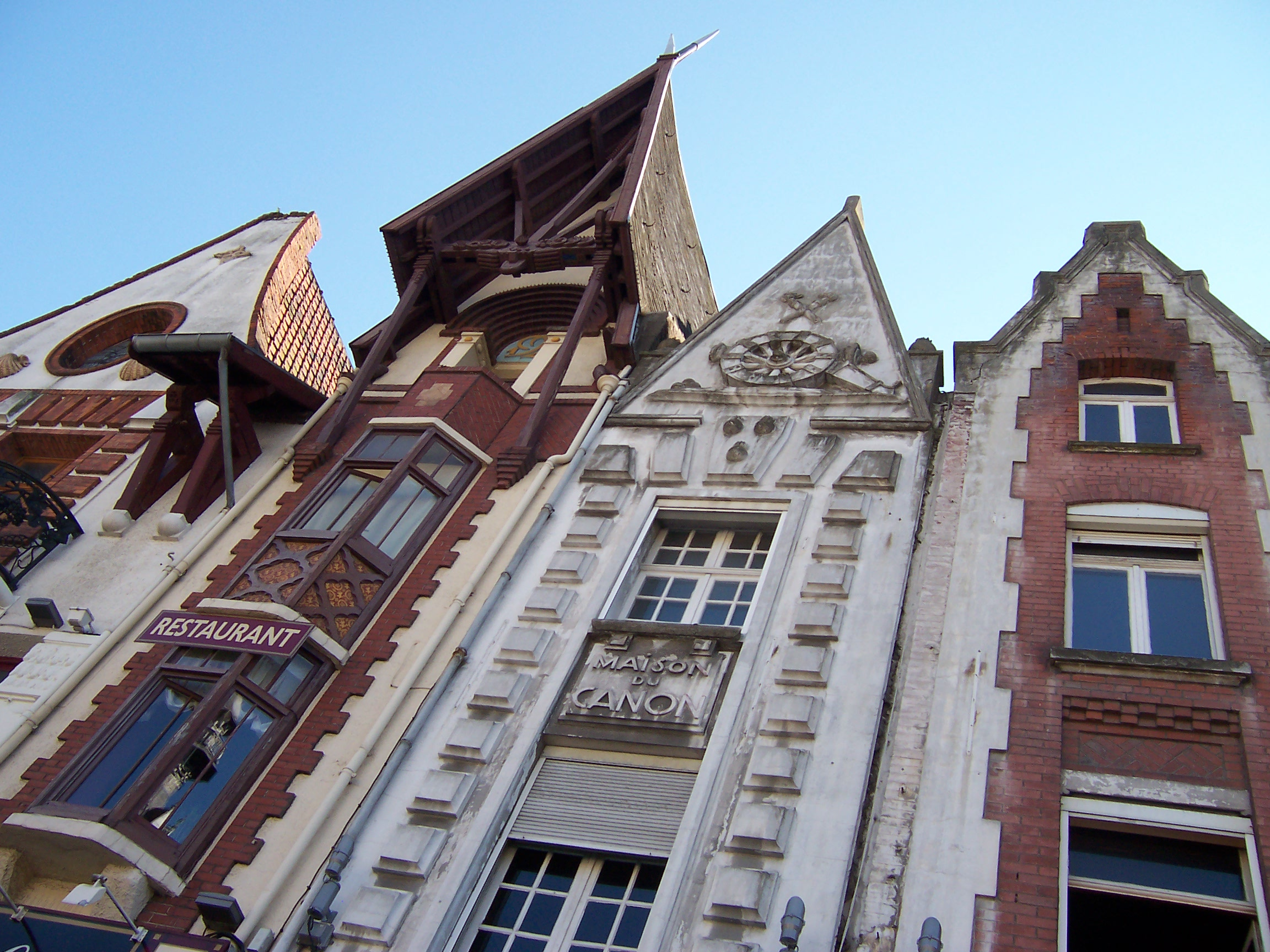
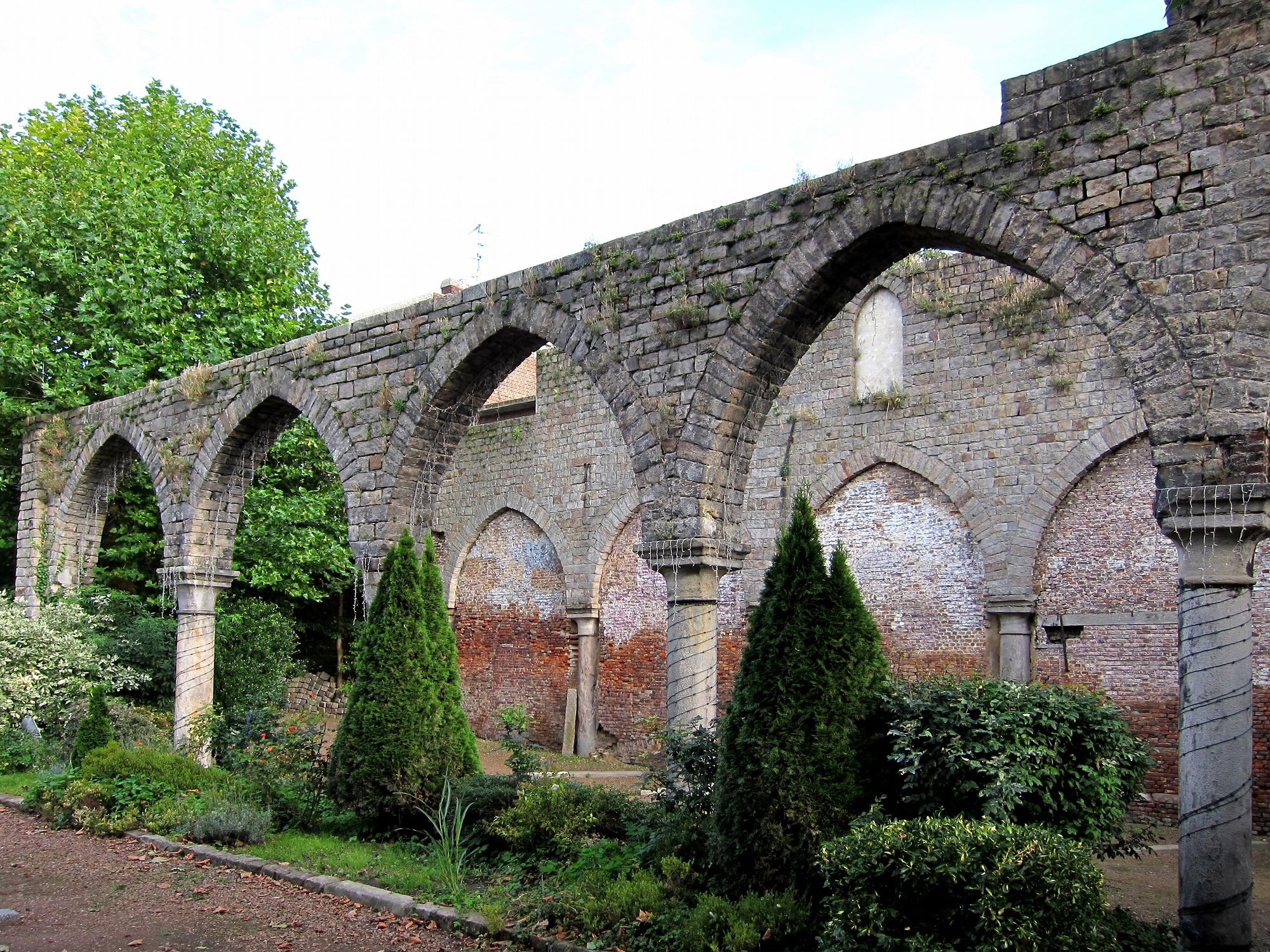
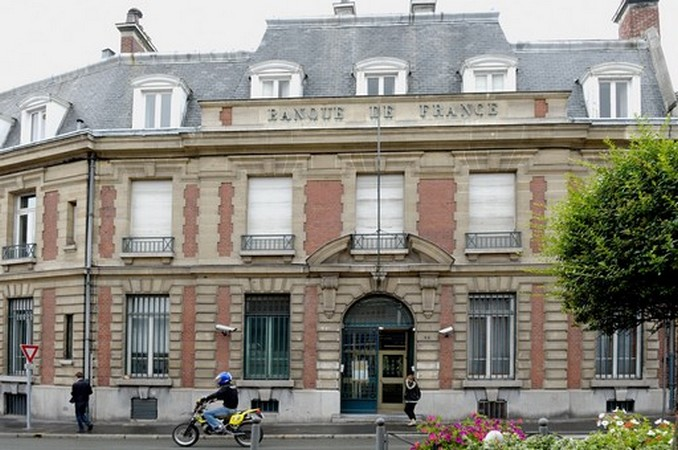

## خواهرخوانده
شهر شورته خواهرخواندهٔ بتوون هست.